# Gynoplistia peramoena
Gynoplistia peramoena là một loài ruồi trong họ Limoniidae. Chúng phân bố ở miền Australasia.